# 淺草皇帝
淺草皇帝（日語：アサクサキングス），是日本純種競賽馬匹。生涯活躍於中長途賽事，曾勝出2007年菊花賞。

## 出賽前
2004年3月23日出身於北海道千歲市社台牧場，成長途中於拍賣會上被馬主田原源一郎以7455萬日圓購入。
其後交由栗東訓練中心練馬師大久保龍志訓練

## 競賽生涯

### 2歲
2006年10月15日出戰東京競馬場2歲新馬戰，於其中拉開第二名的賽駒2馬位取得首勝。
其後出戰條件戰百日草特別，一直保持於先頭位置下於直路上進一步加速，最終再度取得勝利。
12月23日出戰日經電台盃兩歲錦標，比賽初段保持於中團靠後位置，並於通過最後彎道時候開始發力上前。然而進入直路後，其未能保持速度下被對手超越，最終僅獲得第五。

### 3歲
2007年1月4日，由於馬主田原源一郎因肺炎過身，淺草皇帝的所有權被轉移至到其遺孀田原慶子旗下。
2月11日以如月賞作爲年度首戰，於比賽途中成功以領放姿態一放燥底，最終以1 3/4馬位優勢取得首個分級賽冠軍。
但其後出戰皋月賞及NHK一哩賽事均未能發揮實力，最終分別以第七及第十一完賽。
5月27日出自東京優駿（日本打吡），雖然賽前因此前兩戰的失利而僅得第十四人氣，但仍然可以以領放馬的姿態帶領馬群進入直路，最終僅被伏特加超越下爆冷奪得亞軍。
完成打吡後並未進入放草，而是出戰寶塚紀念和一衆年長馬匹決戰。比賽開始後，其以極值的姿態搶佔位置並於第三推進，然而通過第三彎道後急劇失速，於第四彎道時候經已墮後至第十六。進入直路後，其仍然未能重新加速爬升，最終沉沒於馬群之中以第十五大敗。
其後進入放草並於9月23日的神戶新聞盃作爲復出戰，比賽初段選擇熟悉的先行戰術於約莫第四的位置推進，同時於比賽途中直不斷前移提醒位置。進入直路後，其處於先頭有利位置逐步加速並取得領先，可惜於最後關頭被以凌厲姿態後上的夢之旅超越，最終以1/2馬位差距落敗。
10月21日出戰菊花賞，賽前落後於聖烈特紀念冠軍Roc de Cambes、神戶新聞盃冠軍夢之旅及皋月賞馬永威勝取得第四人氣。比賽開始後，前方由Hokuto Sultan帶出，淺草皇帝和永威勝於先頭位置推進，Roc de Cambes處於中團，而夢之旅則於最後方追走。進入直路後，其以優秀的反應加速並取代前方的Hokuto Sultan取得領先，並於直路中段和Al Nasrain展開纏鬥。最終於淺草皇帝稍佔上風下，其於終點線前率先透出，以頭位優勢壓贏對手取得首個一級賽冠軍。
年末，由於其勝出菊花賞並擊敗皋月賞馬，加上本年度打吡馬及NHK一哩賽冠軍均爲雌馬，因而其於評選中以254票當選最佳3歲雄馬。

### 4歲
2008年其於春季出戰產經大阪盃、春季天皇賞及寶塚紀念，於其中均表現不俗，分別跑出第三、第三及第五的全入板戰績。
然而進入秋季後其狀態稍爲下滑，先於秋季天皇賞及日本盃連續獲得第八，其後更於有馬紀念以第十四大敗。

### 5歲
2009年以京都紀念作爲年度首戰，比賽途中以先行戰術於第四左右的位置推進，進入直路後隨即和一同衝出的櫻花奇景展開爭奪，最終其於發揮出不俗末腳速度的情況下率先衝線，以頸位優勢取得暌違1年4個月的冠軍。
其後出戰阪神大賞典，縱然於比賽途中面對天雨及軟地，但其仍然可以以較高步速保持於前方，甚至於進入直路後進一步加速跑出全場最快末腳。最終於其優秀的表現下，其成功以鼻位的細微優勢贏過Hikaru Kazabue取得分級賽連勝。

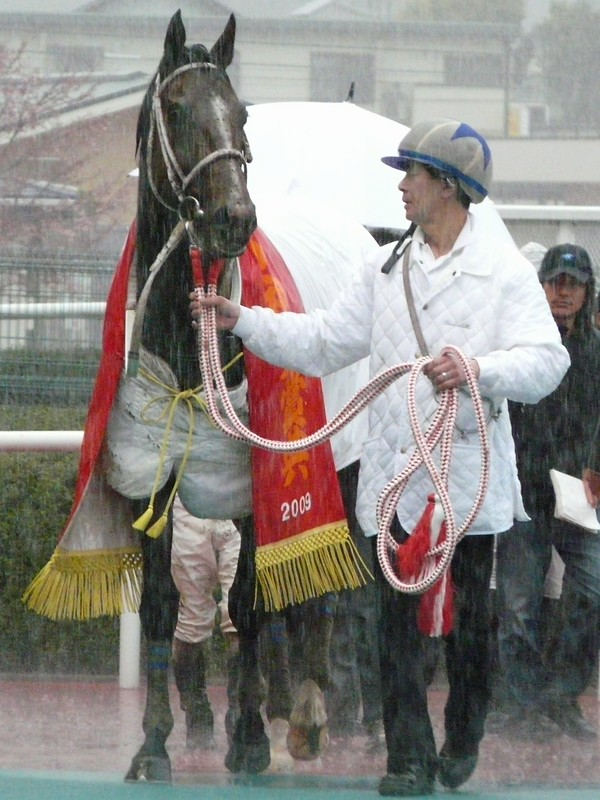
阪神大賞典頒獎典禮

5月3日乘勢出戰春季天皇賞，然而採用先行戰術下於進入直路後突然失速，最終以第九落敗。
入秋後其狀態仍然持續低迷，出戰秋季天皇賞及日本盃分別以第十八及第十六大敗。

### 6歲
2010年於3月出戰阪神大賞典，狀態稍爲回勇之下跑獲一席第四的入板戰績。
然而其後受到傷患困擾一直處於休養狀態，未有出戰任何比賽。

### 7歲
2011年6月26日於寶塚紀念復出，然而因傷患後遺症的影響，其於直路完全無法保持速度，最終不斷失速下以包尾第十六完賽。
賽後陣營衡量其表現及年齡等因素，認爲其經已不適合繼續出戰，遂安排其退役並於7月1日取消日本中央競馬會的賽駒註冊。

### 詳細賽績
| 日期       | 舉辦國家 | 馬場 | 距離   | 級別 | 賽事名稱           | 負重 | 騎師     | 馬號 | 出馬 | 名次 | 時間   | 頭馬（二馬）       |
| ---------- | -------- | ---- | ------ | ---- | ------------------ | ---- | -------- | ---- | ---- | ---- | ------ | ------------------ |
| 15/10/2006 | 日本     | 東京 | 草1600 |      | 2歲新馬            | 55   | 四位洋文 | 5    | 12   | 1    | 1:38.5 | （Mohachi Bisty）  |
| 4/11/2006  | 日本     | 東京 | 草1800 |      | 百日草特別         | 55   | 横山典弘 | 8    | 8    | 1    | 1:47.5 | （Sun Zeppelin）   |
| 23/12/2006 | 日本     | 阪神 | 草2000 | GIII | 日經電台盃兩歲錦標 | 55   | 四位洋文 | 4    | 11   | 5    | 2:02.5 | Fusaichi Ho O      |
| 11/2/2007  | 日本     | 京都 | 草1800 | GIII | 如月賞             | 56   | 武幸四郎 | 7    | 8    | 1    | 1:48.8 | （Namura Mars）    |
| 15/4/2007  | 日本     | 中山 | 草2000 | GI   | 皋月賞             | 57   | 武幸四郎 | 12   | 18   | 7    | 2:00.4 | 永威勝             |
| 6/5/2007   | 日本     | 東京 | 草1600 | GI   | NHK一哩賽          | 57   | 武幸四郎 | 1    | 18   | 11   | 1:35.4 | 粉紅瑰寶           |
| 27/5/2007  | 日本     | 東京 | 草2400 | GI   | 東京優駿           | 57   | 福永祐一 | 16   | 18   | 2    | 2:25.0 | 伏特加             |
| 24/6/2007  | 日本     | 阪神 | 草2200 | GI   | 寶塚紀念           | 53   | 松岡正海 | 15   | 18   | 15   | 2:17.3 | 賞月               |
| 23/9/2007  | 日本     | 阪神 | 草2400 | GII  | 神戶新聞盃         | 56   | 四位洋文 | 13   | 15   | 2    | 2:24.8 | 夢之旅             |
| 21/10/2007 | 日本     | 京都 | 草3000 | GI   | 菊花賞             | 57   | 四位洋文 | 10   | 18   | 1    | 3:05.1 | （Al Nasrain）     |
| 6/4/2008   | 日本     | 阪神 | 草2000 | GII  | 產經大阪盃         | 59   | 四位洋文 | 6    | 11   | 3    | 1:58.9 | 大和赤驥           |
| 4/5/2008   | 日本     | 京都 | 草3200 | GI   | 春季天皇賞         | 58   | 四位洋文 | 13   | 14   | 3    | 3:15.5 | Admire Jupiter     |
| 29/6/2008  | 日本     | 阪神 | 草2200 | GI   | 寶塚紀念           | 58   | 四位洋文 | 11   | 14   | 5    | 2:15.7 | 榮進代表           |
| 2/11/2008  | 日本     | 東京 | 草2000 | GI   | 秋季天皇賞         | 58   | 藤岡佑介 | 1    | 17   | 8    | 1:57.7 | 伏特加             |
| 30/11/2008 | 日本     | 東京 | 草2400 | GI   | 日本盃             | 57   | 李慕華   | 15   | 17   | 8    | 2:26.1 | 銀幕英雄           |
| 28/12/2008 | 日本     | 中山 | 草2500 | GI   | 有馬紀念           | 57   | 四位洋文 | 12   | 14   | 14   | 2:34.3 | 大和赤驥           |
| 21/2/2009  | 日本     | 京都 | 草2200 | GII  | 京都紀念           | 58   | 四位洋文 | 9    | 12   | 1    | 2:14.6 | （櫻花奇景）       |
| 22/3/2009  | 日本     | 阪神 | 草3000 | GII  | 阪神大賞典         | 58   | 四位洋文 | 7    | 12   | 1    | 3:13.2 | （Hikaru Kazabue） |
| 3/5/2009   | 日本     | 京都 | 草3200 | GI   | 春季天皇賞         | 58   | 四位洋文 | 17   | 18   | 9    | 3:15.3 | 逐鹿沙場           |
| 1/11/2009  | 日本     | 東京 | 草2000 | GI   | 秋季天皇賞         | 58   | 四位洋文 | 6    | 18   | 18   | 1:59.3 | 結伴行             |
| 29/11/2009 | 日本     | 東京 | 草2400 | GI   | 日本盃             | 57   | 岩田康誠 | 1    | 18   | 16   | 2:25.5 | 伏特加             |
| 21/3/2010  | 日本     | 阪神 | 草3000 | GII  | 阪神大賞典         | 58   | 岩田康誠 | 14   | 14   | 4    | 3:07.5 | 東海奇謀           |
| 26/6/2011  | 日本     | 阪神 | 草2200 | GI   | 寶塚紀念           | 58   | 濱中俊   | 6    | 16   | 16   | 2:14.4 | 熱誠真摯           |

## 退役後
退役後，淺草皇帝成爲了配種馬，於北海道日高町育馬者Stallion Station休養，在2012年進行配種，首批子嗣於2013年出生。首批子嗣可於2015年出賽。
2016年由配種馬退役，返回出生地北海道千歲市社台牧場作爲乘騎馬之用，其後被轉移至福岡縣福岡市福岡馬事公苑。

## 血統簡介
父系白口罩爲英國賽駒，生涯戰績優秀，曾勝出一級賽意大利打吡，亦於凱旋門大賽及英皇佐治六世及皇后伊利沙伯鑽石錦標跑獲亞軍，退役後被引入日本作爲配種馬。祖父勇舞爲美國生產的英國賽駒，生涯僅得一敗，曾於1986年奪得凱旋門大賽冠軍，被譽爲1980年代歐洲最強賽駒。
母系Croupier Star爲日本賽駒，生涯戰績不佳僅得六勝。外祖父週日寧靜是美國三冠賽雙冠馬，退役後在日本配種，在日本馬壇相當成功，贏得多項分級賽事，其子嗣贏得巨額獎金，連續12年成為日本冠軍種馬。

### 血統表
| 父線：利法爾系（北地舞人系）               |                                  |                   |                 |
| 種馬 白口罩 1990年（棗色）                 | 勇舞 1983年（棗色）              | 利法爾            | 北地舞人        |
| 種馬 白口罩 1990年（棗色）                 | 勇舞 1983年（棗色）              | 利法爾            | Goofed          |
| 種馬 白口罩 1990年（棗色）                 | 勇舞 1983年（棗色）              | Navajo Princess   | Drone           |
| 種馬 白口罩 1990年（棗色）                 | 勇舞 1983年（棗色）              | Navajo Princess   | Olmec           |
| 種馬 白口罩 1990年（棗色）                 | Fair of the Furze 1982年（棗色） | Ela-Mana-Mou      | Pitcairn        |
| 種馬 白口罩 1990年（棗色）                 | Fair of the Furze 1982年（棗色） | Ela-Mana-Mou      | Rose Bertin     |
| 種馬 白口罩 1990年（棗色）                 | Fair of the Furze 1982年（棗色） | Autocratic        | Tyrant          |
| 種馬 白口罩 1990年（棗色）                 | Fair of the Furze 1982年（棗色） | Autocratic        | Flight Table    |
| 繁殖雌馬 Croupier Star 1996年（栗色）      | 週日寧靜 1986年（棕色）          | Halo              | Hail to Reason  |
| 繁殖雌馬 Croupier Star 1996年（栗色）      | 週日寧靜 1986年（棕色）          | Halo              | Cosmah          |
| 繁殖雌馬 Croupier Star 1996年（栗色）      | 週日寧靜 1986年（棕色）          | Wishing Well      | Understanding   |
| 繁殖雌馬 Croupier Star 1996年（栗色）      | 週日寧靜 1986年（棕色）          | Wishing Well      | Mountain Flower |
| 繁殖雌馬 Croupier Star 1996年（栗色）      | Croupier Lady 1983年（栗色）     | What Luck         | 勇者帝王        |
| 繁殖雌馬 Croupier Star 1996年（栗色）      | Croupier Lady 1983年（栗色）     | What Luck         | Irish Jay       |
| 繁殖雌馬 Croupier Star 1996年（栗色）      | Croupier Lady 1983年（栗色）     | Question d'Argent | Tentam          |
| 繁殖雌馬 Croupier Star 1996年（栗色）      | Croupier Lady 1983年（栗色）     | Question d'Argent | Cold Reply      |
| 雌系：號族：4-g                            |                                  |                   |                 |
| 五代內近親交配：北地舞人 4×5、勇者帝王 5×4 |                                  |                   |                 |

## 命名由來
名字中，Asakusa（アサクサ）是第一代馬主田原源一郎之冠名，出自其所經營的廣告道具公司田原屋所處之東京都台東區元淺草，Kings（キングス）則是國王的意思，香港則翻譯为「皇帝」。

## 外部連結
- 淺草皇帝 netkeiba.com （页面存档备份，存于）
- 血統表 （页面存档备份，存于）